# Silent Friend
Silent Friend (tyska: Stille Freundin) är en tysk-fransk-ungersk dramafilm, som har en planerad premiär i augusti 2025 på Filmfestivalen i Venedig. Filmen är regisserad av Ildikó Enyedi som även skrivit filmens manus.

## Handling
Filmen utspelar sig i den botaniska trädgården i Marburg, en medeltida universitetsstad i Tyskland, och berättar tre historier som alla är knutna till ett träd under en period på över 100 år.

## Rollista (i urval)
- Tony Leung Chiu-wai - Tony
- Léa Seydoux - Alice
- Luna Wedler - Grete
- Enzo Brumm - Hannes
- Sylvester Groth - Anton
- Yun Huang - Jule
- Martin Wuttke
- Johannes Hegemann
- Rainer Bock
- Marlene Burow - Gundula